# Ico
Ico (яп. イコ Ико) — приключенческая игра для приставки PlayStation 2, разработанная Team Ico и изданная Sony Computer Entertainment. Игра была выпущена в 2001 году в Америке и Японии, а в 2002 году — в Европе. Руководителем проекта и геймдизайнером был Фумито Уэда, желавший создать минималистскую игру, основанную на концепции «мальчик встречает девочку». Первоначально игра планировалась для выпуска под консоль PlayStation, на её разработку ушло около четырёх лет. Разработчики стремились уменьшить элементы геймплея, связанные с сеттингом и сюжетом, для создания высокого уровня погружения.
Главный герой — мальчик по имени Ико. Он родился с рогами, что было сочтено жителями его деревни как плохой знак. Воины заперли его в заброшенной крепости. Во время исследования территории крепости Ико встречает Ёрду, дочь Королевы. Королева намеревается использовать тело Ёрды, чтобы продлить себе жизнь. Узнав об этом, Ико отправляется искать выход из замка вместе с Ёрдой, защищая её от теневых созданий. На всём протяжении игры игрок управляет Ико, который исследует замок, решает головоломки и помогает Ёрде преодолевать препятствия.
В игре «Ico» повествование ведётся с минимальным применением диалогов, присутствуют эффект свечения и анимация по ключевому кадру, которые оказали влияние на последующие игры компании. Не имевшая коммерческого успеха игра была положительно встречена критиками за художественное оформление и элементы сюжета. Игра была удостоена нескольких наград, в числе которых «Game of the Year» (с англ. — «Игра года») и три награды Game Developers Choice Awards. «Ico» несколько раз занимала места в списках лучших игр. В 2006 году в Европе игра была переиздана и выпущена в комплекте с игрой «Shadow of the Colossus». Эти две игры также вошли в состав компиляции The Ico & Shadow of the Colossus Classics HD для PlayStation 3, созданной с применением HD-графики, поддержки системы трофеев и 3D-окружения.
HD-версия оригинальной игры была выпущена только в Японии.

## Игровой процесс
«Ico» — трёхмерная игра-платформер. Игрок управляет Ико с перспективой от третьего лица, который исследует замок и пытается сбежать из него вместе с Ёрдой. Камера в каждой комнате или локации зафиксирована и перемещается только одновременно с движением Ико или Ёрды; тем не менее игрок имеет возможность вращать камеру на несколько градусов для обзора ближайшего окружения. В игре присутствуют многие элементы платформера; например, Ико может прыгать, карабкаться по стенам, толкать или тянуть объекты и выполнять другие действия, необходимые для решения загадок и продвижения по замку. Данные действия может выполнять только Ико — Ёрда способна только прыгать на малые дистанции, но не может перепрыгивать через высокие барьеры. Ико должен помогать Ёрде преодолевать препятствия, например, поднимая её на высокий уступ или устанавливая мост через пропасть, чтобы она могла её пересечь. Игрок может дать Ёрде команду следовать за Ико или остановиться и ждать. Ико может взять Ёрду за руку и двигаться быстрее. Игрок не может продвинуться дальше, пока Ёрда не доберётся до особых дверей, которые только она способна открыть.
Побегу героев из замка мешают теневые создания, посланные Королевой. Если Ико на некоторое время отдалится от Ёрды, эти создания попытаются утащить её в чёрные вихри; это же происходит, когда она оказывается в определённых местах замка. Ико может рассеять тени при помощи палки или меча и вытянуть Ёрду из вихря, если она в нём окажется. Теневые создания не могут причинить вред Ико, однако игра заканчивается в том случае, если Ёрда окажется полностью затянутой вихрем, и перезапускается с последнего сохранения. Падение Ико с большой высоты также приводит к досрочному окончанию игры. Точки сохранений в игре представлены в виде каменных скамеек, на которые герои присаживаются передохнуть, а игрок сохраняет игру. В европейской и японской версиях по окончании игры игроку даётся возможность переиграть в кооперативном режиме, где второй игрок берёт на себя роль Ёрды, возможности которой также ограничены.

## Сюжет
Протагонист игры Ико — маленький мальчик с двумя рогами на голове. Жители деревни сочли его рождение плохим знаком, и группа воинов, следуя деревенской традиции, отвела его в замок, окружённый водой, и заперла в одном из саркофагов в склепе. Через некоторое время после ухода воинов в замке начинается тряска, и Ико, воспользовавшись моментом, сбегает. Исследуя замок, он встречается с Ёрдой, взятой в плен девочкой, которая разговаривает на другом языке. Ико помогает ей бежать, но узнаёт, что её преследуют теневые создания (души других рогатых детей, запертых в замке), которые пытаются утащить её к порталам, из которых сами появляются. Хотя эти создания не могут причинить вреда Ико, он понимает, что не сможет уничтожить их обычным оружием, а способен лишь временно их отпугнуть. Пара продвигается через заброшенный замок и в конце концов достигает моста, ведущего на землю. Как только они пытаются его пересечь, появляется Королева, хозяйка крепости и мать Ёрды, и говорит, что Ёрда, будучи её дочерью, не может покинуть замок. Ико и Ёрда пытаются идти дальше, но Королева уничтожает часть моста; Ико падает с моста и теряет сознание, Ёрда безуспешно пытается спасти его.
Ико приходит в себя и отправляется назад на верхние этажи, по пути обнаружив магический меч, способный нейтрализовать теневых созданий. Узнав о том, что Ёрда была превращена Королевой в камень, он находит Королеву в тронном зале. Королева говорит, что не дала Ёрде уйти, так как та способна увеличить продолжительность её жизни; ранее она поглощала жизненную силу запертых в саркофагах пленников, а теперь планирует начать новую жизнь, завладев телом Ёрды. Ико вступает с Королевой в бой, в ходе которого теряет оба рога. Он убивает Королеву, но с её смертью замок начинает рушиться. Главный герой получает удар от падающих обломков и вновь теряет сознание. Заклинание, наложенное Королевой на Ёрду, рассеивается, и её тень уносит Ико из замка. Она сажает его в лодку и пускает её по течению, однако сама вместе с ним не идёт. Ико просыпается и видит вдалеке разрушенный замок, а Ёрда в человеческом обличье находится рядом с ним. Она просыпается незадолго до конца игры.

## Разработка

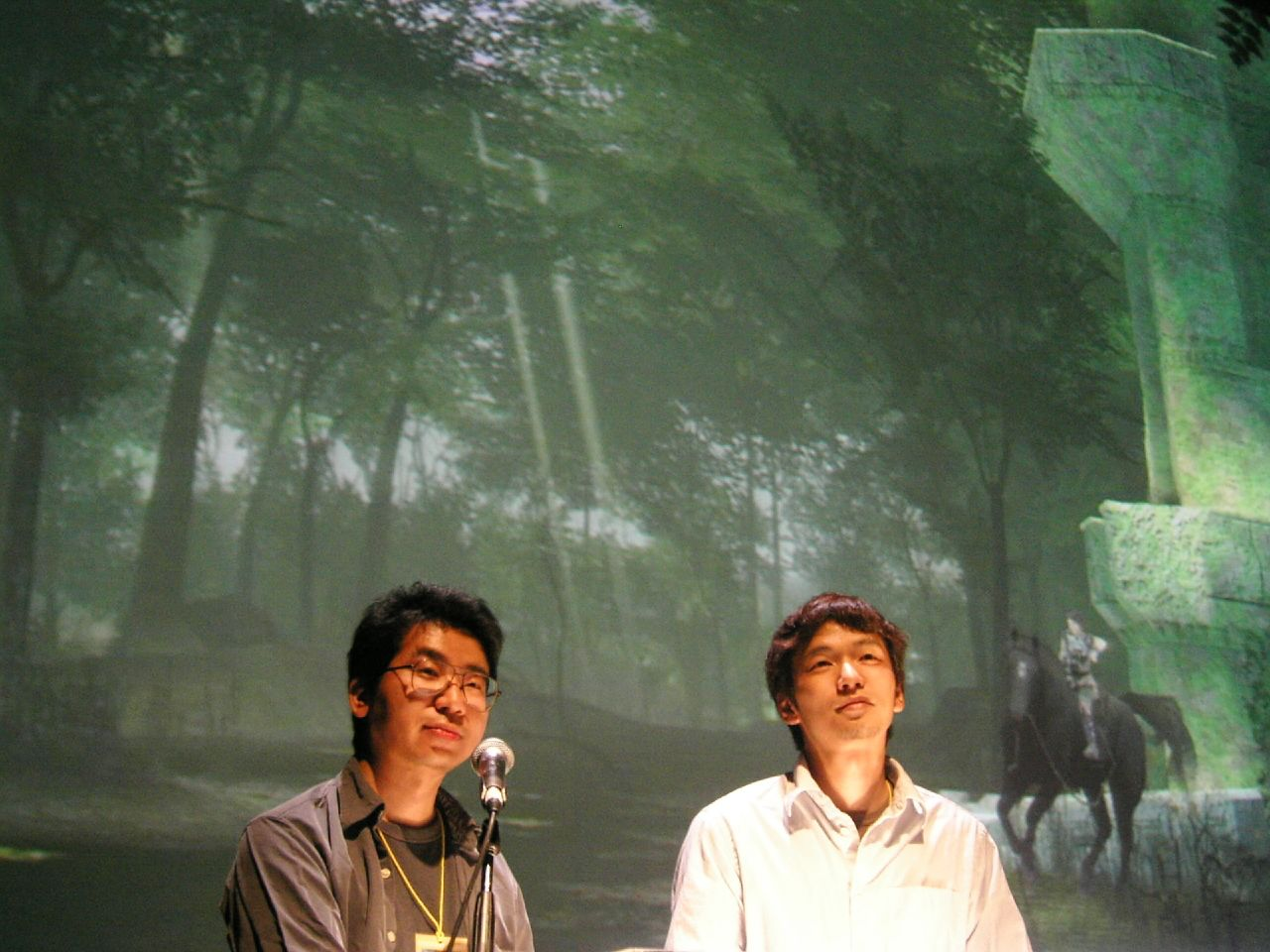
Кэндзи Кайдо и Фумито Уэда — разработчики игры «Ico»

Руководитель проекта Фумито Уэда пришёл к идее создания игры «Ico» в 1997 году, предусматривая сюжет, основанный на концепции «мальчик встречает девочку», в котором два главных героя держатся за руки во время своих приключений, что формирует между ними связь без словесного общения. Большое влияние на Уэду оказала игра Эрика Шайи «Another World» («Outer World» в Японии), в которой были задействованы кинематографичные сцены и отсутствовали элементы Head-Up Display. В игре также присутствовала эмоциональная связь между двумя персонажами, при этом использование диалогов было минимизировано. В качестве игр, оказавших влияние на «Ico» (в частности, на анимацию и геймплей), Уэда также приводил Lemmings, Flashback и Prince of Persia. При помощи ассистента Уэда создавал анимацию в компьютерной программе Lightwave 3D, чтобы получить представление об окончательном варианте игры и лучше передать своё ви́дение. В 3-минутном демонстрационном ролике изображена Ёрда, носящая рога вместо Ико, и роботоподобные создания, стреляющие по замку. Уэда отмечал, что этот ролик, отражавший его представление об игре, помог мотивировать команду на долгий процесс разработки; аналогичный приём был использован во время работы над игрой Shadow of the Colossus.
В 1998 году Уэда вместе с продюсером Кэндзи Кандо начал работать над идеей игры, которую планировалось выпустить для приставки PlayStation. Концепция игры «Ico» была основана на трёх ключевых позициях: создание игры, отличной от аналогичных ей; последовательное создание особого художественного стиля; игра в вымышленном, но реалистичном сеттинге. Всего этого удалось достичь благодаря удалению из игры элементов, препятствующих её реалистичному восприятию. В игру не вошли никакие элементы графического интерфейса, сам игровой процесс фокусируется только на побеге из замка; также героям может попасться не более одного противника. В промежуточном оформлении игры Ико и Ёрда изображены как воины с рогами, похожие на тех, что привели Ико в замок. Изначально игра фокусировалась на попытке Ико отвести Ёрду, которая была похищена воинами, в её комнату. Уэда посчитал, что данная версия слишком детализована с графической точки зрения, и принял решение заменить воинов на теневых созданий. Для помощи в разработке Уэда нанял группу людей, не связанных с игровой индустрией. В неё входили два программиста, четыре художника и дизайнер; впоследствии команда стала известна как Team Ico. В работе над игрой Shadow of the Colossus Уэда не стал заимствовать минималистский стиль из «Ico».
Через два года после начала разработки команда столкнулась с ограничениями консоли PlayStation и оказалась перед выбором: полностью остановить проект, подстроить игру под технические ограничения приставки или продолжать работу, ища другое решение. Команда решила сохранить оригинальный вариант Уэды и прибегла к использованию процессора Emotion Engine приставки PlayStation 2 — технически более совершенной платформы. Анимация персонажей была создана с помощью технологии ключевого кадра, использованной вместо более распространённой на тот момент техники motion capture. «Ico» стала одной из первых игр, в которых было задействовано свечение, ставшее одним из основных свойств приставок седьмого поколения. Разработка игры заняла четыре года. Уэда намеренно включил в игру неопределённую концовку, не указав точно, действительно ли Ёрда реально существовала, пока путешествовала вместе с Ико, или же это был сон главного героя.
Обложка японской версии и версий PAL-региона была нарисована лично Уэдой под влиянием работы художника-сюрреалиста Джорджо де Кирико «The Nostalgia of the Infinite». Уэда считал, что «сюрреалистический мир де Кирико сопоставим с аллегорическим миром игры». Из американской версии игры такая обложка была исключена, в ней также были недоступны дополнительные свойства, открываемые после единичного прохождения игры (например, режим двух игроков). Команда разработчиков не смогла обеспечить включение этих свойств к моменту запланированного выпуска игры в Северной Америке компанией Sony, однако включила их в более поздние релизы. Ясухидэ Кобаяси, вице-президент японского подразделения Sony, посчитал отсутствие на североамериканской обложке игры узнаваемого английского названия причиной низких продаж в Соединённых Штатах и объявил о намерении исправить данную ситуацию к выпуску The Last Guardian. Ограниченное издание оригинальной игры включало в себя картонную упаковку с художественными изображениями из игры и четыре карточки внутри упаковки. Как стандартное издание игра была переиздана в 2006 году в регионах SECAM и NTSC, кроме Франции.

### Аудио
Диалоги в игре «Ico», звучащие на вымышленном языке, сведены к минимуму. В состав актёров озвучивания вошли Кадзухиро Синдо (Ико), Риэко Такахаси (Ёрда) и Миса Ватанабэ (Королева). Слова Ико и Королевы сопровождаются английскими или японскими (в зависимости от версии) субтитрами, а речь Ёрды представлена как символический язык. Уэда решил не переводить слова Ёрды, так как это могло способствовать преодолению языкового барьера между главными героями, что противоречило концепции игры. В неамериканских версиях игры при повторном прохождении символический текст заменяется на субтитры.
В игре представлено малое количество звуковых эффектов. Саундтрек под названием Ico: Kiri no Naka no Senritsu (яп. ICO～霧の中の旋律～ Ико Кири но Нака но Сэнрицу, англ. «Ico: Melody in the mist»), созданный Митиру Осимой и Коити Ямадзаки, был выпущен 20 февраля 2002 года в Японии компанией Sony Music Entertainment. Распространением альбома занималось подразделение Sony Music Entertainment Visual Works. В последней песне «ICO -You Were There-» звучит голос бывшего члена группы Libera Стивена Герати.
| №   | Название               | Автор(ы)       | Длительность |
| --- | ---------------------- | -------------- | ------------ |
| 1.  | «Prologue»             | Коити Ямадзаки | 0:36         |
| 2.  | «Coffin»               | Коити Ямадзаки | 1:33         |
| 3.  | «Impression»           | Митиру Осима   | 0:31         |
| 4.  | «Castle in the Mist»   | Митиру Осима   | 3:05         |
| 5.  | «Beginning»            | Митиру Осима   | 1:26         |
| 6.  | «Who Are You?»         | Митиру Осима   | 0:58         |
| 7.  | «Darkness»             | Коити Ямадзаки | 1:16         |
| 8.  | «Heal»                 | Коити Ямадзаки | 1:39         |
| 9.  | «The Gate»             | Коити Ямадзаки | 0:38         |
| 10. | «Queen»                | Митиру Осима   | 1:43         |
| 11. | «Continue»             | Коити Ямадзаки | 1:28         |
| 12. | «Déjà Vu»              | Коити Ямадзаки | 0:52         |
| 13. | «Shadow»               | Митиру Осима   | 1:33         |
| 14. | «Entity»               | Митиру Осима   | 2:10         |
| 15. | «Collapse»             | Митиру Осима   | 1:41         |
| 16. | «ICO -You Were There-» | Митиру Осима   | 4:26         |

## Отзывы и критика
| Сводный рейтинг | Сводный рейтинг |
| Агрегатор       | Оценка          |
| --------------- | --------------- |
| GameRankings    | 90,29 %         |

Продажи игры «Ico» составили 700 000 копий по всему миру, 270 000 из них пришлись на США и основные PAL-регионы.
Как отметила редакция сайта 1UP.com, включившая «Ico» в список «TOP 10 CULT CLASSICS» в 2005 году, игра заслужила высокие оценки критиков, но не удостоилась значительного внимания со стороны основной массы игроков.
На сайте Metacritic игра была оценена в 90/100, а на GameRankings получила оценку 90,29 %. Японский журнал Famitsu поставил оригинальной игре оценку 30 баллов из 40.
Некоторыми изданиями «Ico» была признана одной из лучших игр всех времён; журнал Edge поместил игру на 13-е место в списке лучших игр за 2007 год, тогда как в аналогичном списке от IGN игра получила 18-е место в 2005 году и 57-е — в 2007 году.
«Ico» стала образцом игры с художественным оформлением.
Уэда прокомментировал, что намеренно пытался отдалить «Ico» от традиционных видеоигр по причине негативной оценки, которую они получали в то время.
Несколько обозревателей сравнили «Ico» с более ранними и несложными приключенческими играми, такими как Prince of Persia и Tomb Raider, которые вызывают эмоциональный отклик у игрока; Дэвид Смит из IGN отметил, что игра, несмотря на свою простоту, «практически неописуема».
Графика игры и звуковые эффекты также удостоились положительной реакции со стороны рецензентов; в обзоре Смита говорилось, что «визуальные эффекты, звук и загадки вместе образуют что-то очень непохожее на то, что уже продаётся в магазинах, и благодаря этому игра просто прекрасна». Многие рецензенты были впечатлены обширностью и детализованностью окружающих объектов, анимацией главных героев (несмотря на низкое число полигонов в их моделях) и световыми эффектами. Обстановка «Ico», образованная при помощи простой музыки и в малой степени озвучивания главных героев, также была признана сильной стороной игры. Чарльз Херольд из The New York Times в своей рецензии подытожил, что «Ico не идеальная игра, а игра с идеальными моментами в ней». Впоследствии он прокомментировал, что «Ico» ломает устоявшийся шаблон игр, в которых присутствуют компаньоны. Во многих играх они неуязвимы, а игроков обычно не волнует их судьба, но во время игры в «Ico» создаётся ощущение «доверия и детской беззащитности» Ёрды, что делает её «центральным персонажем игры».
Игра была примечательна своей простой боевой системой, которая может «разочаровать тех, кто тяготеет к проработанной игровой механике», как подчеркнул в своём обзоре на GameSpot Мигель Лопез.
Устройство игровых загадок было признано неплохим опытом для игроков, самостоятельно справляющихся с трудностями; по словам Кристен Рид на сайте Eurogamer, «вы спокойно, добровольно и логически действуете, и тем самым создаётся идеальная иллюзия: игра никогда не говорит вам, что делать, и в то же время игра всегда говорит, что делать».
«Ico» также была признана короткой игрой, занимающей от семи до десяти часов; на Game Revolution она была названа «ужасно короткой и нереиграбельной».
Мэттью Кейл из G4TV посчитал игру «настолько захватывающей, что многие завершат её за одно или два прохождения».
Отсутствие дополнительных свойств в Североамериканской версии, открывающихся после единичного прохождения, по мнению критиков, снижает интерес к игре. Журнал Electronic Gaming Monthly отмечал, что «Ёрда — возможно худший компаньон. Она легкомысленна и беззащитна; если бы не игрок, то конец игры был бы крайне горестным».

### Награды
Игра «Ico» была удостоена положительных отзывов от игровой прессы и во многих публикациях была признана Игрой Года, в число которых также вошли «Halo», «Metal Gear Solid 2: Sons of Liberty» и «Grand Theft Auto III». В 2002 году игра получила три награды от Game Developers Choice Awards: «Excellence in Level Design» (с англ. — «Отличие в дизайне уровней»), «Excellence in Visual Arts» (с англ. — «Отличие в изобразительном искусстве») и «Game Innovation Spotlight» (с англ. — «Игровая инновация»).
В 2002 году игре были присуждены две награды Interactive Achievement Awards от Academy of Interactive Arts & Sciences: «Art Direction» (с англ. — «Художественное направление») и «Character or Story Development» (с англ. — «Создание персонажей и сюжета»); кроме того, она была номинирована на награды «Game of the Year» (с англ. — «Игра года»), «Game Design» (с англ. — «Игровой дизайн»), «Level Design» (с англ. — «Дизайн уровней») и «Sound Design» (с англ. — «Звуковой дизайн»).

## Связанная продукция
Новеллизация игры под названием Ico: Kiri no Shiro (яп. ICO-霧の城- Ико: Кири но Сиро, англ. «Ico: Castle of Mist») была опубликована в Японии в 2004 году. Автор романа Миюки Миябэ написала его в знак уважения к игре. В следующем году роман был опубликован издательством Hwangmae Publishers на корейском языке под заглавием «이코 — 안개의 성» (I-ko: An-gae-eui Seong); в английском переводе, созданном компанией Viz Media, роман был опубликован 16 августа 2011. Наклейки с изображениями костюмов Ико и Ёрды поставлялись в комплекте с дополнением к игре LittleBigPlanet.
Несколько геймдизайнеров, в число которых вошли Эйдзи Аонума, Хидэо Кодзима и Джордан Мекнер, отмечали, что игра «Ico» оказала влияние на визуальный стиль тех игр, над которыми они работали: The Legend of Zelda: Twilight Princess, Metal Gear Solid 3: Snake Eater и Prince of Persia: The Sands of Time соответственно. Марк Лэйдлоу, сценарист серии игр Half-Life, прокомментировал, что среди наиболее запоминающихся моментов игры выделяется сцена, где Ёрда пытается спасти Ико от падения с рушащегося моста; сцена была названа «знаменательным событием не только этой игры, но и всего геймдизайна».
Кинорежиссёром Гильермо дель Торо игры «Ico» и Shadow of the Colossus были названы «шедеврами», оказавшими на него непосредственное влияние. Джонни Гринвуд из Radiohead признал, что среди его любимых десяти видеоигр «Ico, пожалуй, лучшая». Вандер Кабаллеро, разработчик игры Papo & Yo, также сообщал о влиянии, которое оказала «Ico» на его проект.

### Другие игры Team Ico
Игра Shadow of the Colossus (яп. ワンダと巨像 Ванда то Кёдзо, Wander and the Colossus), выпущенная в октябре 2005 года в Японии и Северной Америке, была разработана создателями игры «Ico» и предназначалась для той же игровой платформы. Обе игры отличаются схожим графическим дизайном, геймплеем и сюжетом. В процессе разработки игре было дано рабочее название «Nico». На вопрос о связи между этими двумя играми Уэда ответил, что «Shadow of the Colossus» — приквел «Ico», а особенно подчеркнул концовку Shadow, в которой на свет появляется ребёнок с двумя рогами.
С 2008 года Team Ico начала работу над игрой с рабочим названием «Project Trico». На выставке E3 2009 было обозначено её оригинальное название — «The Last Guardian». Выпущенный в мае 2009 года трейлер демонстрирует мальчика, путешествующего вместе с огромным созданием, похожим на грифона. Никаких деталей относительно связи с играми «Ico» и «Shadow of the Colossus» не уточнялось. Уэда отметил, что «сущность игры всё же ближе к Ico».
В 2011 году состоялся релиз HD-переиздания игр «Ico» и «Shadow of the Colossus». Помимо улучшенной графики в игры была добавлена поддержка стереоскопических 3D-изображений и системы трофеев. Портированная версия «Ico» была основана на европейской версии оригинальной игры, в неё вошли переводы реплик Ёрды и кооперативный режим. В Северной Америке и Европе обе игры поставлялись в одном комплекте, тогда как в Японии они были выпущены по отдельности. Обе игры также были доступны в виде скачиваемого контента на сервисе PlayStation Network. Патч, выпущенный для HD-версии «Ico», добавляет режим удалённой игры, позволяющий получить доступ к игре через PlayStation Vita.